# Louis Poute de Puybaudet
Pour les articles homonymes, voir Puybaudet.
Louis Poute de Puybaudet est un homme politique français né le 16 janvier 1885 à Dompierre-les-Églises (Haute-Vienne) et mort le 26 décembre 1928 à Montmorency (Val-d'Oise).
Conseiller municipal en 1912, maire en 1919, il est élu député de la Haute-Vienne en avril 1928, inscrit au groupe de la gauche sociale et radicale. Il meurt quelques mois plus tard.

## Pour approfondir